# Comusia malayana
Comusia malayana là một loài bọ cánh cứng trong họ Cerambycidae.